# Kooperative Mittelschule
Die Kooperative Mittelschule (KMS) war ein Schulversuch der Mittelstufe in Österreich. Ab 
dem Schuljahr 2015/2016 wurden alle Hauptschulen zunächst in Neue Mittelschulen und seit dem Schuljahr 2020/2021 in Mittelschulen umgewandelt.

## Anliegen und Lehrplan
Dieser Schultyp wird den 10- bis 14-Jährigen angeboten. Die KMS ersetzt nicht eine der beiden bereits bestehenden Schultypen (AHS und Hauptschule), sondern ist, wie die Bezeichnung es ausdrückt, eine Kooperation von beiden. An KMSen (Mehrzahl von KMS) unterrichten AHS- und Pflichtschullehrer gemeinsam. Es gilt der Lehrplan der AHS-Unterstufe. Sie kann von einer HS, AHS, oder von zwei Schulen miteinander als Schulversuch oder Autonomieprojekt umgesetzt werden.
Die Kooperative Mittelschule ist auch keine Gesamtschule. Ziele dieser Schulform sind, die in Österreich traditionelle Trennung in einen mittleren und einen höheren Bildungsweg aufzubrechen, indem die beiden Systeme ineinander verwoben werden. Gleichzeitig werden auch Aspekte der Allgemeinbildung mit jenen der Berufsvorbereitung enger kombiniert. Die Schüler sollen innerhalb von vier Jahren grundlegendes Allgemeinwissen vermittelt bekommen und auch auf das spätere Berufsleben, oder auf die nachfolgende weiterführende Schule (mittlere oder höhere Schule) vorbereitet werden.
Ab der dritten Klasse (7. Schulstufe) wird gezielte Berufs- und Schullaufbahnorientierung durch folgende Fächer angeboten:
- Berufsorientierung (BO)
- Hauswirtschaft (EH oder HWS)

Die Schüler werden in drei Leistungsgruppen (ähnlich denen in der Hauptschule) eingeteilt. Die erste Leistungsgruppe ist vergleichbar mit einer AHS-Unterstufe. Jede KMS hat die Möglichkeit zur Wahl des Schwerpunktes, nach dem dann der Lehrplan ausgelegt wird.

## Diskussion und Bezug zur Neuen Mittelschule (NMS)
Die eigentlich als Testmodell zu bezeichnende KMS sowie die Idee an sich, Hauptschule und AHS zusammenzulegen (die Gesamtschule für alle 10- bis 14-Jährigen), steht immer wieder an der Tagesordnung politischer Diskussionen in Österreich. Dabei wird unter anderem besprochen, wie wirksam das Konzept an sich ist und ob die KMS eine standardisierte Hauptschule wirklich sinnvoll ersetzen kann.
Die meisten KMSen befinden sich aktuell in Wien. Da aber bis 2015/16 die Hauptschule in die Neue Mittelschule übergeführt wird, werden die KMS-Klassen zunehmend ersetzt.